# Lake Vereteno
Der Lake Vereteno (englisch; russisch Озеро Веретено Osero Wereteno, deutsch ‚Spindelsee‘; in Australien Vereteno Lake) ist ein schmaler und 2,5 km langer See an der Ingrid-Christensen-Küste des ostantarktischen Prinzessin-Elisabeth-Lands. Er liegt 2,5 km südlich des Luncke Ridge im nordöstlichen Teil der Breidnes-Halbinsel in den Vestfoldbergen.
Erste Luftaufnahmen vom See entstanden bei der US-amerikanischen Operation Highjump (1946–1947). Es folgten weitere Aufnahmen zwischen 1954 und 1958 bei Kampagnen im Rahmen der Australian National Antarctic Research Expeditions sowie 1956 bei einer sowjetischen Antarktisexpedition. Deren Teilnehmer verliehen dem See den an seine Form angelehnten Namen. Das Antarctic Names Committee of Australia übertrug diesen am 28. Juni 1962 aus dem Russischen ins Englische.